# Oscar Aventín
Oscar Raúl Aventín (Morón, Provincia de Buenos Aires; 26 de diciembre de 1946), es un dirigente y expiloto argentino de automovilismo. Reconocido en el ambiente del deporte motor, compitió casi con exclusividad en la categoría argentina Turismo Carretera, de la cual se consagrara campeón en dos oportunidades al obtener el bicampeonato de las temporadas 1991 y 1992.
Debutó a nivel nacional en el año 1977, compitiendo en el Turismo Carretera a bordo de una unidad Dodge GTX, formando a su vez equipo con su hermano menor Antonio Aventín, quien también se consagraría campeón de TC aunque mucho tiempo antes que Oscar. Compitió con Dodge desde su debut hasta el año 1983, cuando decidió cambiar a la marca Ford, subiéndose a un Ford Falcon. Durante su período en Dodge obtendría tres subcampeonatos en las temporadas 1979-80, 1980-81 y 1982.
Con el Ford Falcon, competiría entre 1983 y 1992, logrando el bicampeonato de los años 1991 y 1992, anunciando su retiro de la competición en el año 1993. Sin embargo retornaría al año siguiente, primeramente con un Dodge, pero más tarde con un Chevrolet Chevy el cual pondría en pista con un fin solidario hacia los simpatizantes de esa marca, debido al fallecimiento de los pilotos Roberto Mouras en 1992 y Osvaldo Morresi unas fechas antes en ese mismo 1994. Tras estas competiciones, finalmente resolvería retirarse en el año 1997, dando lugar a su actividad dirigencial dentro de la máxima categoría de automovilismo argentino. Su carrera dirigencial ascendería hasta el año 2003, cuando finalmente sería elegido como el nuevo presidente de la Asociación Corredores de Turismo Carretera, cargo que mantuvo hasta octubre de 2013. Si bien tuvo sus altos y bajos, el siempre se encargó de la exclusividad de la categoría e insistió en mantener la esencia del tc.

## Biografía
Debutó a nivel nacional en el año 1977, compitiendo en el Turismo Carretera a bordo de una unidad Dodge GTX, formando a su vez equipo con su hermano, el entonces futuro campeón de TC Antonio Aventín quien curiosamente obtendría el lauro máximo mucho antes que Oscar, siendo Antonio casi cuatro años menor. Compitió con Dodge desde su debut hasta el año 1983, cuando decidió cambiar a la marca Ford, subiéndose a un Ford Falcon. Durante su período en Dodge obtendría tres subcampeonatos en las temporadas 1979/80, 1980/81 y en el año 1982.
Con el Ford Falcon, competiría entre 1983 y 1992, logrando el bicampeonato de los años 1991 y 1992, sin embargo, este último torneo lo obtendría con el sinsabor que provocara la muerte de su máximo rival Roberto Mouras en un duro accidente en el semipermanente de Lobos. Los continuos accidentes de sus colegas hicieron reflexionar a Aventín sobre su continuidad, anunciando su retiro de la competición en el año 1993. Sin embargo, terminaría retrotrayendo su decisión a mediados de 1994, poniendo nuevamente en pista una unidad Dodge GTX. Pero este año, una nueva desgracia golpearía al TC con el fatal accidente que se cobrara la vida del piloto Osvaldo Morresi en el circuito semipermanente de La Plata. La muerte de este talentoso corredor, golpearía nuevamente a la parcialidad de Chevrolet (marca que representara Morresi) y al TC en general, siendo uno de los baluartes de esta época de la categoría. Ante esta situación, Oscar Aventín prepararía un nuevo proyecto con el fin de darle a la marca Chevrolet un representante de punta, tras las sucesivas pérdidas de Mouras y Morresi. A partir de ese momento, Aventín ponía en pista un Chevrolet Chevy, modelo con el que finalmente competiría hasta su retiro definitivo en el año 1997.
En total, Oscar Aventín sumó 246 carreras disputadas, 16 triunfos en competencias finales y compitió con tres de las cuatro marcas características del TC: Dodge, Ford y Chevrolet. Tras su retiro, Oscar Aventín inició su carrera como dirigente deportivo, trabajando dentro de la Asociación Corredores de Turismo Carretera. Su carrera dirigencial ascendería hasta el año 2003 cuando sería elegido como nuevo presidente de la ACTC, cargo que actualmente ocupa, acompañado por los expilotos Hugo Mazzacane y Emilio Satriano como vicepresidentes 1° y 2° respectivamente.

### Carrera dirigencial
Tras haberse retirado de su carrera deportiva, Oscar Aventín inició en 1998 su carrera como dirigente deportivo, dentro de la Asociación Corredores de Turismo Carretera, organismo en el cual comenzaría desempeñándose en diferentes cargos, hasta llegar en 2002 a ocupar la presidencia de la organización. Dueño de una actitud seria y polémica, Oscar Aventín regiría férreamente los destinos de la ACTC con el fin de poder modernizar una categoría que aún después de entrado el siglo XXI, continuaba empleando modelos de los años 1970, tratando de mantener la filosofía de la misma.
La modernización fue una de las características principales encaradas por la gestión Aventin y entre ello figuraba también la actualización de los sistemas de seguridad. La implementación de nuevos conceptos de jaulas antivuelco, como la incorporación de detalles aerodinámicos, si bien hacían perder en un 70 % las líneas originales de los coches, los convertía en verdaderas máquinas de competición, adecuadas a los tiempos actuales. Otro avance logrado por esta gestión, fue la iniciativa de producción propia de motores, debido principalmente al bajo stock de producción de determinadas marcas (siendo estas Chevrolet y Dodge), y los continuos intentos por dar un marco de igualdad a las cuatro marcas participantes.
Sin embargo, las polémicas tampoco estarían ausentes durante su gestión, ya que en el año 2002 la categoría se vería manchada por una denuncia contra Aventin por el manejo de naftas adulteradas. Esto sucedió luego de que la ACTC decidiera utilizar como proveedora oficial de combustible a la firma Rhasa, que recibiera una dura denuncia sobre adulteración de naftas. Tras este caso, se sucederían los continuos cambios reglamentarios que serían objetos de críticas de parte de usuarios de unas u otras marcas, siendo recordados los implementos aerodinámicos otorgados a Ford en 2004 y 2005, y la elevación a un punto en la relación de compresión de la marca Chevrolet en 2007. En todos estos casos, las marcas cuestionadas ganarían categóricamente el campeonato.
Pero lo que terminaría de poner en duda la continuidad de Aventín al frente de la ACTC, fue su actitud tras el terrible accidente del 13 de noviembre de 2011, en el cual el piloto Guido Falaschi terminaría falleciendo en el Autódromo Juan Manuel Fangio de la ciudad de Balcarce. Tras conocerse diversas fallas en el dispositivo de seguridad brindado para la categoría y que serían parte detonante en el accidente que le costara la vida al piloto santafesino, durante una rueda de prensa brindada en ACTC, Aventín afirmaría que en materia seguridad, "en Balcarce no falló nada" a la vez de ratificar la realización de una nueva fecha para el posterior calendario 2012 en el mismo circuito. Asimismo, familiares del infortunado piloto efectuarían una serie de denuncias contra la ACTC, debido a irregularidades en el sepelio del piloto, dado que les fue entregado un ataúd en pésimas condiciones. Ya en 2012, nuevamente se vería envuelto en la polémica al permitir el reingreso a la categoría del escribano Hugo Cuervo, reconocido personaje polémico de la disciplina que fuera descubierto en 2006, 2007 y 2011 presentando unidades con anomalías técnicas. Sus continuas reinicidencias le valieron la expulsión vitalicia de la categoría, pero finalmente esta sería dejada sin efecto por parte del propio Oscar Aventín. Asimismo, este año nuevamente la polémica reglamentaria diría presente, cuando a poco de iniciarse la etapa de definición, Aventín bajaría la orden de una reforma exageradamente favorable para la marca Ford, permitiéndole un aumento de 100 cc en su cilindrada y una reducción de 30 kg en su peso original. Beneficiados por estos cambios de última hora, más el reingreso del cuestionado Cuervo, Ford terminaría llevándose el título número 40 del Turismo Carretera, con una decisión más que polémica por parte de su Presidente.
Luego, en octubre de 2013 dejó su cargo como presidente de la Asociación Corredores de Turismo Carretera, asumiendo en su puesto Hugo Mazzacane.